# أهل كايرو (مسلسل)
أهل كايرو مسلسل مصري تم بثه لأول مرة خلال رمضان 2010.

## القصة
تدور أحداث المسلسل حول تحقيق بوليسي مثير يقوم به رئيس مباحث قطاع غرب القاهرة "حسن محفوظ". تبدأ المهمة الموكلة إليه بالبحث عن المتسبب في ترويع الحاضرين وإفساد زفاف الممثلة ونجمة المجتمع صاحبة الماضي الحافل بالفضائح "صافي سليم"، والذي تحضره شخصيات مجتمعية مهمة علي مختلف المستويات عن طريق نشر معلومة بوجود قنبلة في القاعة، ولكن تُقتل "صافي" في اليوم التالي ويتحول السؤال الأهم في التحقيق إلى..من قتل صافى سليم؟ تتوالى الأحداث حيث يدور الشك حول عدد من الشخصيات التي لديها الدافع لقتل صافى. يعمل "حسن" على حل القضية بمساعدة الضباط المعاونين له، والصحفية "داليا غنيم" (تنشأ بينهما قصة حب) ويستمر "حسن" في بحثه المستمر إلى أن يكتشف القاتل في خلال ثلاثين حلقة من الجدية والكوميديا والرومانسية والتشويق.

## الشخصيات
- خالد الصاوي: حسن محفوظ  رئيس مباحث
- رانيا يوسف: صافي سليم ممثلة
- كندة علوش: داليا  صحفية
- زكي فطين عبد الوهاب: د.شريف راسخ - عريس صافي الأخير
- أحمد وفيق: علي القاضي  حبيب صافي الأول
- يوسف فوزي: نديم كمال رجل أعمال وأحد أزواج صافي السابقين
- كارولين خليل: سميرة طلعت  مديرة أعمال صافي
- ياسر علي ماهر (اللواء- رئيس حسن في العمل وأستاذه)
- أحمد حلاوة: صلاح عز  رئيس تحرير
- حنان يوسف: والدة صافي
- ايمان السيد: (نجوى- مساعدة صافي سليم (اللبيسة))
- ياسر الطوبجي: (بركات-أخ لصافى)
- محسن منصور (خالد)
- كريوس وديع (مدحت)
- أنعام الجريتلي: والدة حسن
- رؤوف مصطفى: والد حسن
- وليد فواز: (موظف استقبال)
- محمد علي الدين: (موظف أستقبال)
- عمرو مندور: (موظف استقبال)
- ماهر سليم (مدير امن الفندق)
- حمادة بركات: (حسن وهو شاب)
- هناء عبد الفتاح: الوزير السابق يونس الغول
- عبد الرحيم حسن: بكري الشناوي زعيم معارض
- هالة فاخر: أم أحد عمال الفندق الذي قتلت به صافى سليم
- صبري عبد المنعم: الوزير "عزيز الجبالي"
- حسن العدل:(الشيخ معتز درويش)
- سيد عبد الكريم: عم إسماعيل التربي
- سحر عبد الحميد (زينب أخت صافي)
- محمد أبو الوفا (عطا زوج زينب أخت صافي)
- فيفي السباعي (والدة سميرة)
- كمال سليمان
- جميل برسوم
- تميم عبده
- ممدوح مداح
- بيير سوفي
- دنيا مسعود (موظفة بالفندق)
- كمال منصور
- انجى خطاب (ممثلة)
- محمد غنيم: محامي زوجة نديم كمال